# Милка Протић Лина
Милка Протић Лина (Горња Коњуша код Прокупља, 15. септембар 1921 — Ниш, 28. децембар 1942) била је учесница Народноослободилачке борбе.

## Биографија
Милка Протић Лина рођена је 15. септембра 1921. године у селу Горња Коњуша код Прокупља.
Још као ученица Учитељске школе пришла је напредном средњошколском покрету и постала члан СКОЈ-а, да би као студенткиња постала и члан Комунистичке партије Југославије.
Када је почео Други светски рат у Југославији, Милка се као студенткиња Филозофског факултета из Скопља вратила у своје родно место. Одмах после формирања Топличког партизанског одреда, ступила је у Пасјачку, а затим Видојевачку чету и била борац. Била је заменик руководиоца СКОЈ-а и политички комесар чете.
12. априла 1942. године бугарска војска је у рану зору опколила чету младих партизана, њих 29. У неколико сати борбе страдала су 22 партизана, док је 5 заробљено и стрељано у Житном Потоку. Била је једна од двоје бораца који су преживели окршај са Бугарима.
Милка Протић је заробљена и  спроведена у Куршумлију, а затим у Нишки логор. Међутим, успева да из логора побегне 2. децембра заједно са Надом Томић, студенткињом технике из Ниша, истакнутим партијским радником и борцем Јабланичког НОП одреда.
Како се наводи у књизи Мирослава М. Миловановића Логор на Црвеном крсту, у организовање бекства поред њих две биле су укључене и Јелисавета Андрејевић Анета, борац Пасјачке чете и курир истог одреда, Даница Јововић, из Балчака, ученица Домаћичке учитељске школе у Прокупљу и борац исте чете. Све су биле у истој соби и тако у повољној ситуацији да се договарају и разрађују план бекства.
Међутим, Милкин покушај да се пребаци у Јастребачки одред био је безуспешан. Поново је ухваћена у Горњој Топоници, у ноћи између 19. и 20. децембра. Предата је Немцима, враћена у Нишки логор и стрељана 28. децембра 1942. године.
По Милки Протић названа је једна улица у Прокупљу, налази се на улазу у град из правца Ниша. По њој је и насеље „Милка Протић” у Нишу понело име.